# Vallgorguina
Vallgorguina település Spanyolországban, Barcelona tartományban. Lakosainak száma 3198 fő (2024).

## Földrajza
Vallgorguina Sant Celoni, Sant Iscle de Vallalta, Arenys de Munt, Dosrius, Vilalba Sasserra és Santa Maria de Palautordera községekkel határos.

## Népesség
A település lakosságának változását az alábbi diagram mutatja:
| Lakosok száma | 224  | 790  | 614  | 535  | 647  | 1713 | 2465 | 2699 | 2891 | 3198 |
|               | 1717 | 1887 | 1936 | 1960 | 1986 | 2004 | 2009 | 2014 | 2019 | 2024 |